# Mimi Smith
Mary Elizabeth "Mimi" Smith (nascida Stanley; Liverpool, 24 de abril de 1906 – Poole, 6 de dezembro de 1991) foi tia materna e tutora parental do músico inglês John Lennon. Mimi Stanley nasceu em Toxteth, Liverpool, Inglaterra, a mais velha de cinco filhas. Ela se tornou enfermeira residente no Woolton Convalescent Hospital e mais tarde trabalhou como secretária particular. Em 15 de setembro de 1939, ela se casou com George Toogood Smith, que administrava a fazenda de laticínios de sua família e uma loja em Woolton, um subúrbio de Liverpool.
Depois que sua irmã mais nova, Julia Lennon, se separou do marido, Julia e seu filho, o jovem John Lennon, foram morar com um novo parceiro, mas Smith contatou o Serviço Social de Liverpool e reclamou que ele dormia na mesma cama que os dois adultos. Julia acabou sendo persuadida a entregar os cuidados de John aos Smiths. Ele viveu com os Smiths durante a maior parte de sua infância e permaneceu próximo de sua tia, embora ela desprezasse suas ambições musicais, suas namoradas e esposas. Ela costumava dizer ao adolescente Lennon: "A guitarra é boa, John, mas você nunca vai viver dela".
Em 1965, John comprou para ela um bangalô em Poole, Dorset, onde ela viveu até sua morte em 1991. Apesar de mais tarde ter perdido contato com outros membros da família, ele manteve contato próximo com Mimi e telefonou para ela toda semana até sua morte em 1980. A casa dos Smiths em Liverpool foi mais tarde doada ao National Trust.

## A família Stanley

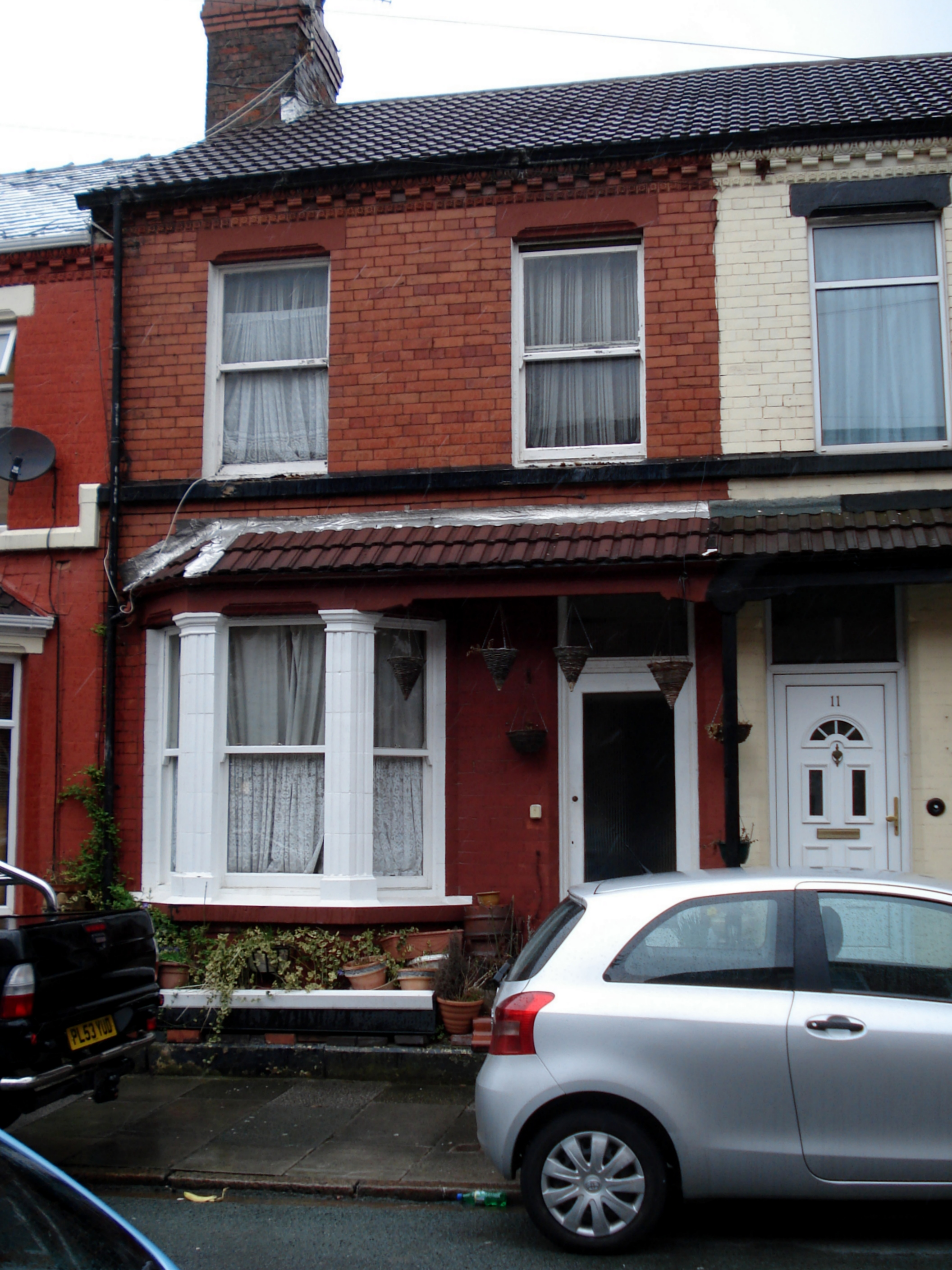
9 Newcastle Road, Liverpool; a antiga casa da família Stanley

De acordo com Lennon, a família Stanley já foi dona de toda a vila de Woolton.  William Stanley, 6º Conde de Derby, já foi dono dos direitos senhoriais de Woolton, mas a família Stanley de Lennon era de origem mais humilde e só veio para Liverpool na década de 1870. O avô de Smith nasceu em Birmingham e seu bisavô nasceu em Londres. O pai de Smith, George Ernest Stanley, nasceu no distrito de Everton, em Liverpool, em 1874, filho de William Henry Stanley e Eliza Jane Gildea; Eliza nasceu em Omagh, Condado de Tyrone, Ulster, Irlanda. Em 1891, os Stanleys viviam na Upper Frederick Street, ao sul do centro da cidade, na mesma área central de Liverpool que a família da futura esposa de George, Annie Jane Millward, que nasceu em Chester em 1873 de pais galeses. George Ernest Stanley e Annie Millward se casaram na Igreja de São Pedro, em Liverpool (hoje demolida), em 19 de novembro de 1906. Stanley era um marinheiro mercante que frequentemente estava no mar, por isso estava ausente de alguns registros do censo.
Mimi foi a primeira filha do casal, nascida sete meses antes de seus pais se casarem. Mais quatro filhas se seguiram: Elizabeth Jane ("Mater"; 1908–1976); Annie Georgina ("Nanny"; 1911–1988); Julia ("Judy"; 1914–1958); e Harriet ("Harrie"; 1916–1972).  Após o nascimento de suas filhas, Stanley parou de ir para o mar e conseguiu um emprego na Liverpool and Glasgow Tug Salvage Company como investigador de seguros. Ele se mudou com a família para o subúrbio de Allerton, em Liverpool, onde moraram em uma pequena casa com terraço na 9 Newcastle Road. De acordo com o biógrafo dos Beatles, Bob Spitz, Mimi assumiu um papel matriarcal na casa dos Stanley para ajudar sua mãe e se vestia "como se estivesse indo para uma reunião semanal do clube de jardinagem".  Amigos de Lennon mais tarde declararam que sua tia baseava tudo no decoro, na honestidade e em uma atitude de preto e branco: "Ou você era bom o suficiente ou não era."  Annie Stanley morreu em 1941, e Mimi aceitou a responsabilidade de cuidar de seu pai com a ajuda de Julia.  
Quando outras meninas pensavam em casamento, Smith falava dos desafios e aventuras que surgiam de sua atitude de "independência teimosa" e costumava dizer que nunca quis se casar porque odiava a ideia de ficar "amarrada à pia da cozinha".  Ela se tornou enfermeira residente estagiária no Woolton Convalescent Hospital e, mais tarde, trabalhou como secretária particular de Ernest Vickers, que era um magnata industrial com negócios em Manchester e Liverpool. Ela tinha planos de longo prazo para comprar uma casa em um "subúrbio respeitado" de Liverpool um dia, para que pudesse entreter os "estudiosos e dignitários da sociedade de Liverpool". 

## Casamento e 'Mendips'

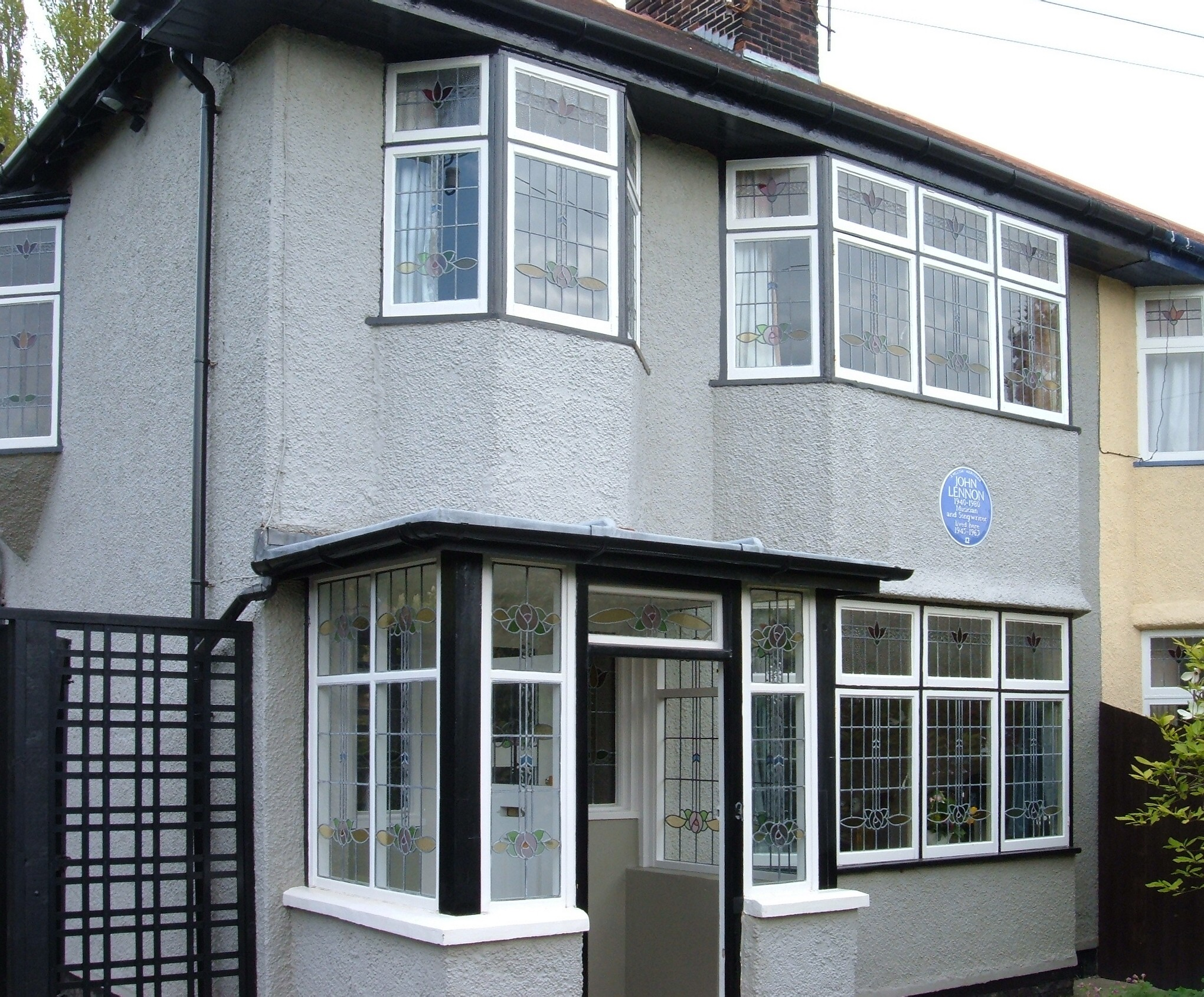
'Mendips', a antiga casa dos Smiths, que agora é propriedade do National Trust

No início de 1932, ela conheceu George Smith, que morava em frente ao hospital onde ela trabalhava e para o qual entregava leite todas as manhãs.  Smith e seu irmão Frank operavam uma fazenda de laticínios e uma loja em Woolton que pertenciam à família Smith há quatro gerações.  Smith começou a cortejar Mimi, mas era constantemente frustrado pela indiferença dela e pela interferência de seu pai. Stanley só permitia que o casal se sentasse na sala dos fundos da Newcastle Road quando ele ou sua esposa estivessem na sala da frente e, antes que fosse tarde demais, ele irrompia na sala dos fundos e mandava Smith voltar para casa em voz alta. O namoro durou quase sete anos, mas Smith se cansou de esperar. Depois de entregar leite no hospital uma manhã, ele deu a ela um ultimato de que ela deveria se casar com ele, "ou nada!" 
Mimi e Smith finalmente se casaram em 15 de setembro de 1939. Eles compraram uma casa geminada chamada Mendips – nome dado em homenagem à cadeia de colinas – no número 251 da Menlove Avenue, numa área de classe média de Liverpool.  A Avenida Menlove sofreu grandes danos durante a Segunda Guerra Mundial, e Mimi disse que muitas vezes teve que jogar um balde de água fria nas bombas incendiárias que caíam no jardim.  Durante a guerra, o governo tomou as terras agrícolas dos Smiths para trabalho de guerra, e Smith foi convocado para o serviço. No entanto, ele foi dispensado três anos depois e trabalhou em uma fábrica de aeronaves em Speke até o fim da guerra. Mais tarde, Smith deixou o comércio de leite e começou um pequeno negócio de apostas, o que levou Mimi a reclamar mais tarde que ele era um jogador compulsivo e havia perdido a maior parte do seu dinheiro. 

## John Lennon
A irmã de Mimi, Julia, casou-se com Alfred ("Alf" ou "Fred") Lennon em 3 de dezembro de 1938;  em 9 de outubro de 1940, nasceu o primeiro e único filho do casal.  Smith telefonou para o Hospital de Maternidade de Oxford Street naquela noite e foi informado de que Julia havia dado à luz um menino. Segundo Smith, ela foi direto para o hospital "o mais rápido que [suas] pernas conseguiram me levar",  durante um ataque aéreo, e foi forçada a se esconder nas portas para evitar os estilhaços. Smith mais tarde relembrou uma história que começou com uma mina terrestre lançada por paraquedas pousando do lado de fora do hospital: "Minha irmã ficou na cama, e eles colocaram o bebê debaixo da cama. Eles queriam que eu fosse para o porão, mas eu não quis. Corri todo o caminho de volta para Newcastle Road para contar a notícia ao pai. 'Vá para o abrigo', os guardas gritavam. 'Oh, fiquem quietos', eu disse a eles."
A história sobre o ataque aéreo foi refutada, pois não houve ataque naquela noite. O ataque anterior ocorreu em 21 e 22 de setembro, e o seguinte foi em 16 de outubro, quando as áreas de Walton e Everton foram duramente atingidas. 
Depois que Julia se separou do marido, ela e o bebê Lennon foram morar com seu novo parceiro, John Albert "Bobby" Dykins.  No entanto, Smith contactou duas vezes os Serviços Sociais de Liverpool e queixou-se de John dormir na mesma cama que Julia e Dykins.  Julia acabou sendo persuadida a entregar os cuidados de John aos Smiths, que não tinham filhos.  Smith confidenciou mais tarde a um parente que, embora nunca tivesse desejado ter filhos, ela "sempre quis John".   Em julho de 1946, Alf Lennon visitou os Smiths e levou Lennon para Blackpool, aparentemente para umas longas férias, mas com a intenção secreta de emigrar para a Nova Zelândia com ele. Julia foi para Blackpool e levou John de volta para sua casa, mas algumas semanas depois ela o devolveu a Smith.  John então viveu continuamente em Mendips no menor quarto, que ficava acima da porta da frente. Embora fosse uma guardiã atenciosa, Smith também era conhecida por ser muito rigorosa, em comparação com a influência mais relaxante de seu marido e da mãe de John.  Amigos da família descreveram Smith como teimosa, impaciente e implacável, mas também disseram que ela tinha um forte senso de humor.  Em muitas ocasiões, quando ela criticava John, ele respondia com uma piada e os dois ficavam "rolando e rindo juntos". 
Smith comprou volumes de contos para John, e seu marido o ensinou a ler aos cinco anos de idade, lendo em voz alta as manchetes do Liverpool Echo .  Todos os verões entre 1949 e 1955, Smith enviava John sozinho numa viagem de autocarro de dez horas para visitar a sua tia Mater e a sua família na sua casa perto de Loch Meadie em Durness, na costa norte da Escócia.  Smith também levava sua pupila para uma festa no jardim do Parque Calderstones todo ano, onde uma banda do Exército da Salvação tocava. Strawberry Field, na Beaconsfield Road, era o nome de uma casa do Exército da Salvação que Lennon mais tarde imortalizaria na canção dos Beatles, "Strawberry Fields Forever".  Ela diria mais tarde: "John amava seu tio George. Eu me sentia completamente excluída disso. Eles saíam juntos, deixando-me apenas uma barra de chocolate e um bilhete dizendo 'Tenha um dia feliz'".
Os Smiths alugaram os dois quartos do primeiro andar para estudantes como renda extra desde 1947, enquanto os Smiths dormiam na antiga sala de jantar no andar térreo. Um dos estudantes que lá se hospedou foi John Cavill, que ficou de setembro de 1949 até junho de 1950.  Cavill tocava piano, mas como a casa não tinha nenhum, ele comprou um violão; admitindo que não sabia quase nada sobre acordes: "Meu pai tinha um violino e eu tinha aprendido a tocar pizzicato nele, então quando ganhei o violão, toquei músicas nas cordas, e John [Lennon] fez o mesmo". 
George Smith morreu de uma hemorragia hepática em junho de 1955,  deixando £2.000 em seu testamento (equivalente a £ 66,300 em 2024).    Três anos depois, Julia foi morta na Menlove Avenue quando foi atropelada por um carro dirigido por um policial de folga, o policial Eric Clague. Smith não testemunhou a colisão fatal, mas chorou histericamente sobre o corpo de Julia até a ambulância chegar. Clague foi absolvido de todas as acusações, recebeu uma reprimenda e uma curta suspensão do serviço;  quando Smith ouviu o veredicto, ela gritou "Assassino!" para Clague.
Depois que John Lennon se tornou famoso, Smith o repreendeu por falar com sotaque de Liverpool, mas Lennon respondeu: "Isso é show business. Eles querem que eu fale mais Liverpool." Apesar da conversa de Lennon ser da classe trabalhadora - assim como Paul McCartney, George Harrison e Ringo Starr - ele mais tarde rejeitou a ideia, dizendo: "Eu era um garoto suburbano legal e bem-vestido." Mais tarde, comparando suas circunstâncias de vida antes da fama em Mendips com as dos outros Beatles, ele disse: "No sistema de classes, era cerca de meia polegada em uma classe mais alta do que Paul, George e Ringo, que viviam em casas subsidiadas pelo governo. Tínhamos nossa própria casa e nosso próprio jardim. Eles não tinham nada parecido".

### John Lennon e a música
Embora Smith tenha alegado mais tarde ter comprado a primeira guitarra de John, na verdade foi sua mãe quem fez isso, depois de Lennon importuná-la incessantemente por semanas. Julia insistiu que o instrumento de £5 (equivalente a £200 em 2024)  deveria ser entregue em sua casa e não na de sua irmã.  As duas irmãs viram John se apresentar pela primeira vez com The Quarrymen na festa da Igreja de St. Peter, em Woolton, na tarde de 6 de julho de 1957.  Julia, que sabia que seu filho iria se apresentar, ouviu música vindo do campo atrás da igreja (hoje local da Escola Bishop Martin) e levou Smith consigo para ouvir.  John viu sua tia vindo no meio da multidão e, comicamente, mudou a letra de uma música para incluir o nome dela: "Oh-oh, aí vem Mimi pelo corredor agora...". Smith relatou duas versões do que pensou naquele dia depois de vê-lo no palco: "Fiquei horrorizada ao ver John na frente de um microfone" e "tão satisfeita quanto Punch ao vê-lo lá em cima". 
Com a ajuda do diretor de Smith e John, Lennon foi aceito no Liverpool College of Art porque sua tia insistiu que ele deveria ter algum tipo de qualificação acadêmica, embora ele estivesse começando a mostrar interesse pela música.  Ela se opôs à ideia de John formar uma banda e desaprovava Paul McCartney por ele ser da "classe trabalhadora", chamando-o de "amiguinho de John". Quando ela conheceu George Harrison mais tarde, ela o "odiou" por causa de seu forte sotaque de Liverpool e roupas de Teddy Boy.  John e Paul frequentemente se encontravam em Mendips para escrever canções e ensaiavam na varanda com painéis de vidro na frente da casa, que era o único lugar onde tinham permissão para tocar.  Certa vez, Mimi pediu a Stanley Parkes, seu sobrinho por parte de sua irmã Mater, que a levasse ao The Cavern para ver John e os Beatles tocarem. No entanto, quando ela desceu para o porão cheio de adolescentes gritando, ela gritou para Parkes: "Tire-o [Lennon] daqui, tire-o daqui! Diga a ele para sair do palco! Ele não pode ficar aqui... Teremos que parar com isso!" A primeira residência da banda em Hamburgo a exasperou porque ela queria que Lennon continuasse seus estudos, mas ele a apaziguou exagerando muito a quantia de dinheiro que ganharia. 
Ela esperava que Lennon ficasse entediado com a música; muitas vezes dizia: "A guitarra é boa, John, mas você nunca vai viver dela".  Anos mais tarde, Lennon a lembraria do comentário em tom de brincadeira e, mais tarde, mandou gravar uma placa de prata com suas palavras. Quando mais tarde questionada sobre a placa, ela disse que Lennon a mandou fazer para seu marido, e não para ela.

## Relacionamento com John Lennon
A atitude de Smith em relação as parceiras românticos de John era frequentemente fria, desdenhosa ou sarcástica.
Certa vez, ela se referiu a Cynthia como "uma namorada de gangster" e foi particularmente desagradável com ela.  No verão de 1962, Cynthia descobriu que estava grávida de Lennon e ele a propôs em casamento;  Smith tentou impedi-lo de prosseguir, ameaçando nunca mais falar com ele.  No entanto, John e Cynthia se casaram em 23 de agosto no cartório de Mount Pleasant, em Liverpool. Smith não compareceu.  Lennon queria que suas meias-irmãs, primas e tias estivessem lá, mas Smith as contatou com antecedência e as aconselhou a não comparecerem.  Depois que os Lennons estavam morando no apartamento de Brian Epstein por alguns meses (e depois de ouvir sobre o quase aborto de Cynthia), Mimi se ofereceu para alugar seu quarto nos fundos para eles. 
Antes do Natal de 1972, Mimi e Cynthia, então divorciada, se encontraram novamente no funeral da irmã mais nova de Smith, Harriet. Smith criticou severamente Cynthia por se divorciar de Lennon e deixá-lo começar um relacionamento com Yoko Ono, dizendo que ela deveria tê-lo impedido de fazer "papel de idiota".  Embora Smith tenha sido descrita como dominadora, Ono mais tarde se comparou a ela ao descrever seu próprio relacionamento com Lennon,  e Smith mais tarde admitiu que Ono era uma boa esposa e mãe. Após a morte de Lennon, Ono e Sean Lennon visitaram Smith em Liverpool, onde ela estava hospedada na casa de sua irmã Annie por causa de um problema cardíaco. Ela disse: "Sean é como John em todos os sentidos – aparência e maneiras – e ele tem o senso de humor de John. Enquanto ele se mantiver longe da música, ele ficará bem".
Mais tarde, Ono comprou 'Mendips' e doou-o ao The National Trust. Foi reformado para ficar com a mesma aparência que tinha na década de 1950, quando Lennon morava lá, e Ono fez uma visita antes de ser aberto ao público. O primo de Lennon, Michael Cadwallader, aconselhou o National Trust sobre a aparência da casa quando os Smiths moravam lá.

## Anos posteriores
Smith tinha parentes em Eketāhuna, Nova Zelândia, pois sua tia materna Harriet Millward se casou e se mudou para lá. Smith trocava cartas com seus parentes lá há anos, então Lennon organizou uma viagem à Nova Zelândia em 1964. O sucesso dos Beatles causou-lhe problemas e ela era constantemente incomodada pelos fãs no 'Mendips', por isso vendeu a casa por £6.000 em 1965 (equivalente a £146.700 em 2024); Lennon comprou para ela um bangalô de £ 25.000 (equivalente a £ 611.400 em 2024) na praia chamada Harbour's Edge em Sandbanks, em 126 Panorama Road, Poole, Dorset, que foi sua casa pelo resto de sua vida. Os Lennons e seu filho a visitaram lá no verão de 1965, que foi a última vez que os três visitaram a casa juntos. Mais tarde, Lennon deu a sua tia a sua Ordem do Império Britânico, mas depois pediu de volta para que pudesse devolvê-la em protesto.
Lennon deu a Smith uma pensão de £30 por semana (equivalente a £900 em 2024),  mas quando ela descobriu que a mãe da primeira esposa de Lennon estava recebendo a mesma quantia, ela ligou para a casa dos Lennons e disse: "O que ela [a mãe de Cynthia] fez para merecer alguma coisa? Diga a John, quando falar com ele, que estou muito, muito irritada", antes de desligar o telefone.  Lennon mudou-se para Nova York em 1971 e nunca mais retornou à Inglaterra. Apesar de perder o contacto com vários familiares, ele manteve contacto próximo com ela e telefonava-lhe todas as semanas.   Em uma entrevista televisiva de 1981 com o repórter da Southern Television, Christopher Peacock, Smith declarou que falou com Lennon por telefone na noite anterior ao seu assassinato. Ele ligou para ela para dizer que estava com saudades de casa e estava planejando uma viagem de volta para a Inglaterra. Após a morte de Lennon, Smith ficou furiosa ao descobrir que ele nunca havia transferido a propriedade da casa para ela, o que significava que Ono era dona da casa e poderia vendê-la a qualquer momento. 

### Morte
Smith morreu em 6 de dezembro de 1991, aos 85 anos, enquanto era cuidada em casa pela enfermeira auxiliar Lynne Varcoe. No dia de sua morte, Smith desmaiou no banheiro, então Varcoe a ajudou a ir para a cama, onde Smith iniciou a respiração de Cheyne-Stokes. Segundo Varcoe, suas últimas palavras foram: "Olá, John".
Embora fosse a mais velha das irmãs Stanley, Smith foi a última a morrer.  Cynthia, Sean e Ono compareceram ao funeral em 12 de dezembro de 1991: McCartney, Harrison e Starr enviaram arranjos florais. Apesar da animosidade entre Cynthia e Smith, Varcoe lembrou-se de Cynthia chorando durante todo o funeral e disse que Smith sempre falou positivamente sobre ela. Smith foi cremada no Crematório de Poole e a recepção foi no Harbour Heights Hotel. O paradeiro de suas cinzas é desconhecido. Ono colocou a casa de Smith à venda no mesmo dia da cremação; ela foi demolida em 1994,  para que uma casa de quatro quartos pudesse ser construída no local. A nova casa no local agora se chama 'Imagine'.

## Representações na mídia
Smith foi retratada no cinema em Birth of the Beatles (1979), John and Yoko: A Love Story (1985), In His Life: The John Lennon Story (2000), e por Kristin Scott Thomas em Nowhere Boy (2009).